# Harry Cohn
Harry Cohn (Nova York, 23 de julho de 1891 - Phoenix, 27 de fevereiro de 1958) foi um produtor de cinema estadunidense, fundou os estúdios da Columbia Pictures com seu irmão Jack, durante a chamada "era de ouro de Hollywood".
Cohn fez a Columbia saltar de um pequeno estúdio a um dos maiores produtores de cinema do mundo, tornando-o conhecido como o "pequeno gigante dos grandes estúdios"; ele próprio entrou para a história como um grande criador de estrelas como Barbara Stanwyck, Rita Hayworth, Glenn Ford e James Stewart, que contratou antes de serem famosos.

## Biografia
Filho de Joe e Bella Cohn, começou a trabalhar antes mesmo de concluir o segundo grau, aos catorze anos participando como cantor de coro em shows de Nova York; logo partiu para outros trabalhos, foi caixeiro-viajante para uma editora de livros, vendedor de peles e outros serviços. Em 1908 seu irmão Jack começou a trabalhar para o pioneiro do cinema Carl Laemmle, inicialmente no laboratório, e mais tarde na atividade de produção de filmes, quando aprendeu os meandros da indústria cinematográfica.
Aos dezenove anos, em 1910, Cohn uniu-se ao compositor Harry Rubi durante uma apresentação de vaudeville de curta duração e tentou seu próprio negócio musical, quando foi convocado para servir ao exército; pouco antes do início da I Guerra ele fora dispensado e fez trabalhos menores no cinema, como cantor.
Jack tornara-se, em 1913, editor do noticiário semanal da Universal, do qual mais tarde foi o produtor; com ajuda de um amigo dele, Joe Brandt, produzira de forma independente um longa-metragem - Traffic in Souls - que, lançado pela Universal, tornou-se um grande sucesso; com isto, em 1918 Harry junta-se ao irmão na empresa, e torna-se secretário de Laemmle.
No ano seguinte, 1919, os três amigos Harry, Brandt e Jack, criaram sua própria empresa de produção e distribuição de filmes - a CBC (de Cohn, Brandt e Cohn); Joe e Jack ficaram em Nova York supervisionando os negócios, enquanto Harry foi para o oeste a fim de abrir um estúdio e começar as produções; alugou vários espaços em Los Angeles, até estabelecer-se em Hollywood; haviam adquirido os direitos de uma popular história em quadrinhos chamada The Hallroom Boys e contrataram a National Film Company para que filmassem a série, tendo Harry como supervisor de produção.
Após alguns anos de pequenas produções em 1924 a CBC passou a ser a Columbia Pictures Corporation tendo Jack na chefia das vendas e Harry no comando das produções; já no ano seguinte ele passou a adquirir os pequenos estúdios vizinhos a fim de criar um grande lote de estúdios: nos próximos anos sua grande visão para negócios e sua capacidade para descobrir novos talentos influenciaram na qualidade das produções da nova companhia, e tornava a Columbia capaz de competir com os grandes estúdios.
O talento de Harry para descobrir talentos ficou patente quando, em 1930, contratou Frank Capra para escrever filmes para a Columbia, o que rendeu ao estúdio vários dos "clássicos" que agradava multidões; ele encontrava os melhores redatores, produtores, diretores e atores - muitos dos quais se tornaram grandes estrelas preparados por seu gênio criativo, tais como (além dos já citados acima) Gary Cooper, Irene Dunne, Robert Montgomery, Rosalind Russell, Broderick Crawford, Judy Holliday ou Os Três Patetas.
Em 1932 ele comprou a parte de Brandt na empresa e tornou-se presidente da Columbia, solidificando assim sua posição como um dos grandes magnatas de Hollywood; o sucesso do empreendimento começou a se firmar em 1934 quando o filme It Happened One Night conquistou cinco Oscars - um início que se tornou corriqueiro na década seguinte e tornar-se, na década de 1950, o estúdio mais rentável de Hollywood - participando Harry da escolha criteriosa dos redatores ele mesmo, acompanhando os projetos que iniciava.
Três anos depois de Jack ele veio a falecer, pouco antes da edição do Oscar; diante de um público de mais de duas mil pessoas que acompanharam seu funeral, o comediante Red Skelton lembrou uma de suas frases: "Dê ao público o que ele quer, e ele sairá para ver".